# 小島貞介
小島 貞介（こじま ていすけ、1907年（明治40年）8月2日 – 1946年（昭和21年）2月25日）は、戦前日本のドイツ文学者。成蹊高等学校教授。シベリア抑留中に病死した。

## 経歴
1907年（明治40年）8月2日熊本県鹿本郡三玉村（現・山鹿市）大字久原478番地に淵上鶴亀の五男として生まれた。三玉村尋常小学校・鹿本中学校を経て、1927年（昭和2年）熊本市
第五高等学校乙類を卒業した。
上京して武蔵野町吉祥寺650番地（東京都武蔵野市吉祥寺北町2ノ1ノ8番地）に住み、1930年（昭和5年）東京帝国大学独逸文学科を卒業、4月1日成蹊高等学校教諭となり、ドイツ語を教えた。後に教授に進み、1942年（昭和17年）6月生徒課長、1943年（昭和18年）4月教授部文化課長を歴任した。
戦時中、養母幸枝・長女祥子・次女泰子は山鹿郡の実家に疎開し、その直後の1944年（昭和19年）10月3日貞介は召集を受けて出征、シベリアに抑留され、1946年（昭和21年）2月25日ブラゴヴェシチェンスク地区セントカン収容所で栄養失調により38歳で死去した。仲間の手で眼鏡のみ帰国し、金沢市野田山墓地の小島家墓に納められた。

## 著作

### 訳書
- アルトゥル・シュニッツラー「レデゴンダの日記（ドイツ語版）」『シュニッツラー短篇全集』第1巻 愛慾短篇集、1936年
- シュニッツラー「小さい喜劇（ドイツ語版）」『シュニッツラー短篇全集』第2巻 維納情話集、1936年
- シュニッツラー「感傷的な男」『シュニッツラー短篇全集』第4巻 憂愁短篇集、1937年
- 『ヘーゲル書簡集』、1939年
- 『デ・レ・メタリカ（英語版） 近代技術の集成』[1]
- アーダルベルト・シュティフター『カルクシュタイン（ドイツ語版）』、1939年
- シュティフター「運命の三人鍛冶屋」「牧童図」『新世界文学全集』第13巻、1940年
- シュティフター「水晶（ドイツ語版）」「深林（ドイツ語版）」『世界文庫』第8編、1940年
- エルンスト・ヴィーヘルト（ドイツ語版）「帰農兵」『ドイツ民族作家全集』第7巻、1941年
- エドゥアルト・シュトゥッケン（ドイツ語版）「帆走する神々」『現代海洋文学全集』第1巻、1942年
- Ashihei Hino, Weizen und Soldaten. Kriegsbriefe, Aufzeichnungen und Tagebücher eines japanischen Unteroffiziers.（火野葦平『麦と兵隊』）、Alexis von Choinazky共訳、1940年[2]
- Ashihei Hino, Blumen und Soldaten（火野葦平『花と兵隊』）、A. von Choinazky共訳、1942年[3]

### 雑誌記事
- 「労働詩人としてのR・デエメルの環境的観察」『独逸文学研究』第6巻、1931年7月
- 「シュール・ランドハイム（ドイツ語版）について」『帝国教育』第642、1934年2月1日号
- 「エルンスト・モルヰッツ（ドイツ語版）「シュテファン・ゲオルゲの詩」紹介」『エルンテ』第6巻第5号、1934年9月
- 「アルフレートノイマンムンクの一生 ――（短篇小説）」『エルンテ』第6巻第6号、1934年11月
- 「夕ぞら外」『エルンテ』第7巻第3号、1935年8月
- 「瓢箪先生 ――（ヱルンスト・ヴヰーヘルト）」『エルンテ』第8巻第1号、1936年3月
- 「べらんめいのえる」『独語研究』第7年3月、1936年6月
- 「ハンス・カロッサ（ハウゼンシュタイン）」『コギト』第53号、1936年10月
- 「デーメル素材」『独逸文学研究』第8巻、1937年
- 「ゲオルゲとリルケ」『独逸文学』第1年4輯、1938年1月
- 「深く湛へた詩魂ヰーヘルト――最近の独逸文学」『独語研究』第9年4月、1938年
- 「ファウストの前身」『ゲーテ年鑑』第6、1937年
- 「近代性に就いて」『ゲーテ年鑑』第10、1941年

## 趣味
趣味はハーモニカ・将棋・短歌。自宅にドイツ人を招き、書斎で「野ばら」を披露したことがあった。シベリア抑留中に詠んだ「咳こそはうるさきものと思いしにか弱き者の闘病なりき」「夕日差す窓辺に浮かぶチリ一つ沈むなしばし日向に遊べ」の歌が伝わる。

## 親族
- 実父：淵上鶴亀[1]
- 実妹：淵上アイ[1]
- 養父：小島伊佐美 – 五高時代の恩師。1928年（昭和3年）10月2日縁組した[1]。
- 養母：幸枝（ユキエ[4]） – 従姉妹。安部井太郎・中原スマ長女、中原淳蔵の姪[1]。1885年（明治18年）7月[4]山鹿郡生[1]。日本女子大学校出身[5]。1909年（明治42年）8月30日結婚した[1]。
- 妻：イサ – 伊佐美と先妻の子。1907年（明治40年）5月26日生[1]。尚絅高等女学校出身[6]。1931年（昭和6年）8月10日結婚した[1]。
- 長女：祥子 – 1935年（昭和10年）8月生[6]。伊佐美がドイツ土産として持ち帰ったアップライトピアノの影響で国立音楽大学に進み、ピアノ教師となった[1]。柏原康成に嫁いだ[1]。
- 長男：紘 - 1938年（昭和13年）12月生[7]。夭折した[1]。
- 次女：泰子 – 1940年（昭和15年）1月生[7]。
- 三女：順子[1]
- 次男：明 – 1944年（昭和19年）11月3日生[1]。